# Ludolf Krehl
Christoph Ludolf Ehrenfried Krehl, född 29 juni 1825 i Meissen, död 15 maj 1901 i Leipzig, var en tysk orientalist; son till August Krehl, far till Ludolf von Krehl och Stephan Krehl.
Modern Wilhelmine Friederike Luise von Ammon var dotter till den protestantiske teologen Christoph Friedrich von Ammon.
Krehl anställdes 1852 vid kungliga biblioteket i Dresden, blev 1861 extra ordinarie professor och universitetsbibliotekarie i Leipzig samt 1869 ordinarie professor och överbibliotekarie där. Bland hans skrifter märks en edition av Omar ben Suleimāns "Erfreuung der Geister" (turkisk text med tysk översättning 1848), en ofullständig edition av Buchāris arabiska traditionssamling ("Recueil des traditions mahométanes", 1-3, 1862-68) och Das Leben und die Lehre des Muhammed, I (1884).